# Parc Hanayashiki

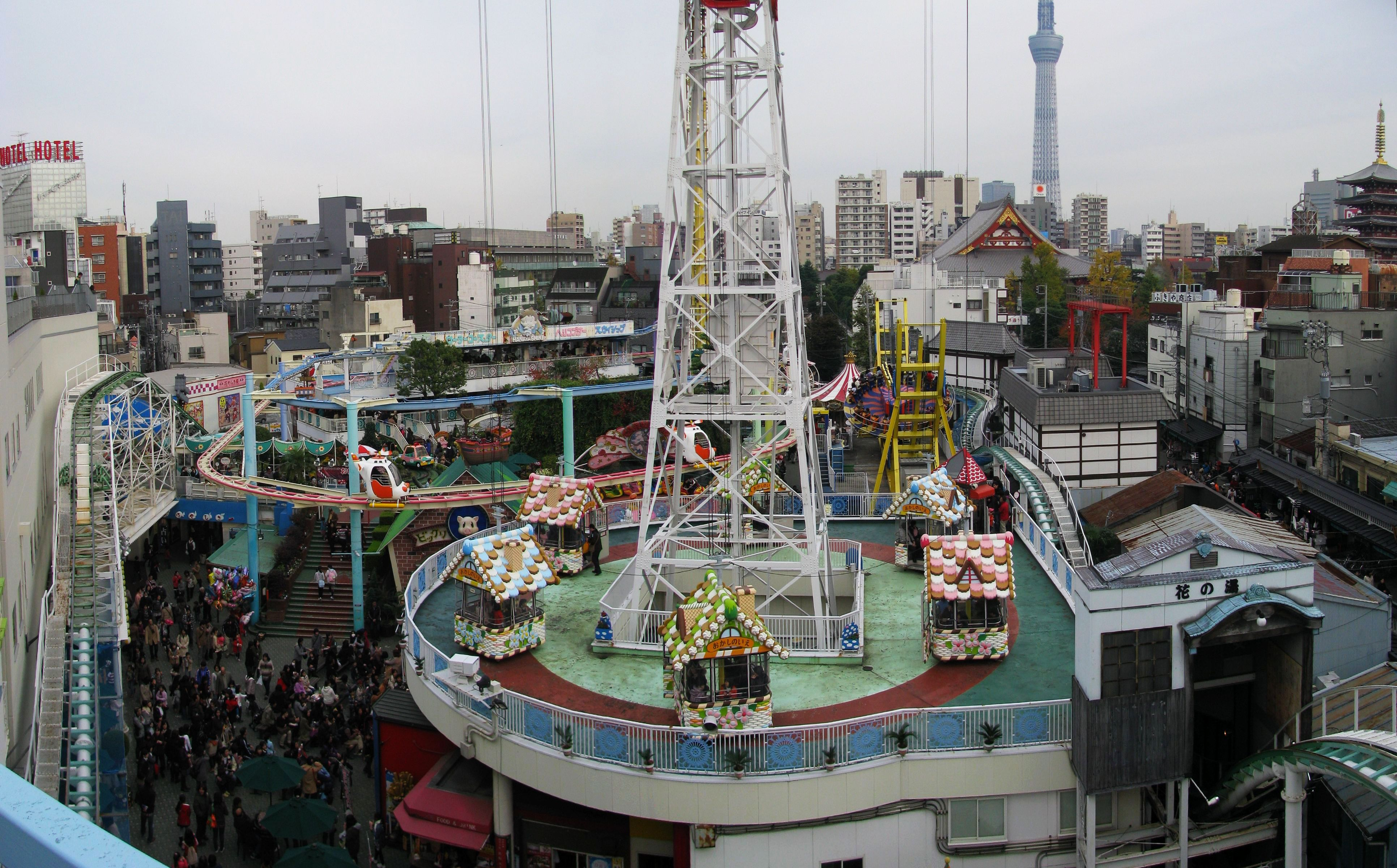
Le parc Hanayashiki à Asakusa.

Hanayashiki (浅草花やしき, Asakusa hanayashiki) est un parc d'attractions dans le quartier Asakusa, arrondissement de Taitō, Tokyo, Japon.

## Histoire
Le parc, ouvert depuis 1853 sous le nom « Flower Park » est aujourd'hui le plus vieux parc d'attractions japonais. À ses débuts, c'est un simple jardin botanique, qui devient parc zoologique, puis finalement, parc d'attractions à partir de 1947. Les montagnes russes, construites en 1953, sont les plus anciennes du Japon.

## Attractions
Outre les montagnes russes, on y trouve la grande roue Bee Tower, une maison hantée, un labyrinthe, ainsi que des combats de catch professionnel et des spectacles de geisha.